# Skee-Lo

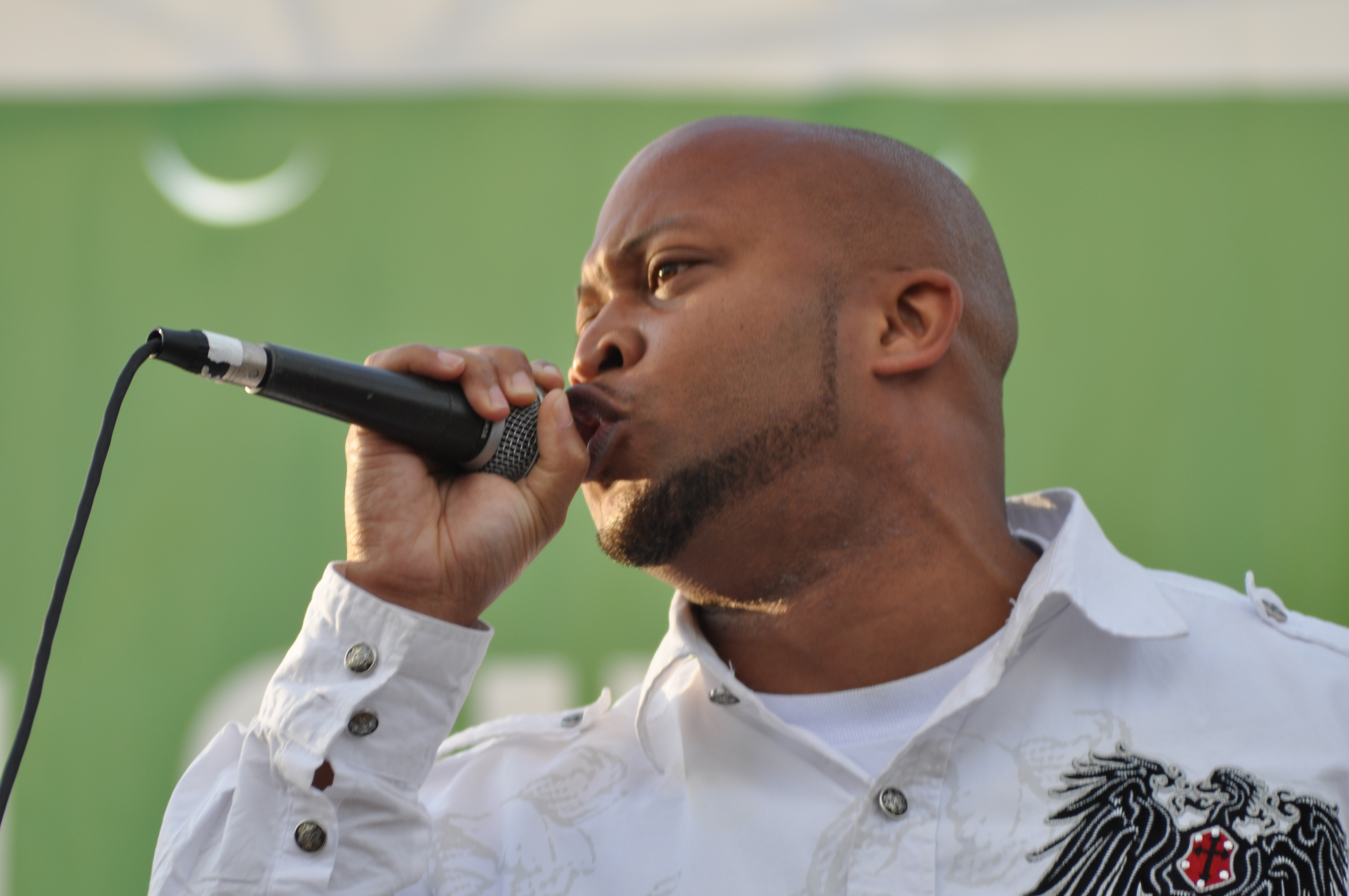
Skee-Lo (2010)

Skee-Lo, eigentlich Antoine Roundtree, (* 5. März 1973 in Poughkeepsie) ist ein in den 1990er Jahren bekannter Rapper. Skee-Lo wurde im Staat New York geboren und wuchs in Riverside, Kalifornien auf. Thematisch behandelten seine Texte meist das Leben in Los Angeles.

## Karriere
Mit dem Lied I Wish (in Deutschland veröffentlicht via S & F Entertainment), gesampelt von Bernard Wrights Spinnin, erreichte er in den Billboard Charts den 13. Platz, in den deutschen Singlecharts Platz 14 und in der Schweiz Platz 10. Die Single entwickelte sich zum One-Hit-Wonder und erhielt ebenso wie das gleichnamige Album 1995 in den USA Gold.

## Diskografie

### Studioalben
| Jahr | Titel        | Höchstplatzierung, Gesamtwochen, AuszeichnungChartplatzierungen (Jahr, Titel, Platzierungen, Wochen, Auszeichnungen, Anmerkungen) | Höchstplatzierung, Gesamtwochen, AuszeichnungChartplatzierungen (Jahr, Titel, Platzierungen, Wochen, Auszeichnungen, Anmerkungen) | Anmerkungen                             |
| Jahr | Titel        | DE | US | Anmerkungen                             |
| ---- | ------------ | --- | --- | --------------------------------------- |
| 1995 | I Wish       | DE71 (7 Wo.)DE | US53 Gold · (20 Wo.)US | Erstveröffentlichung: 27. Juni 1995     |
| 2001 | I Can't Stop | — | — | Erstveröffentlichung: 2001              |
| 2012 | Fresh Ideas  | — | — | Erstveröffentlichung: 13. November 2012 |

### Singles
| Jahr | Titel Album              | Höchstplatzierung, Gesamtwochen, AuszeichnungChartplatzierungen (Jahr, Titel, Album, Platzierungen, Wochen, Auszeichnungen, Anmerkungen) | Höchstplatzierung, Gesamtwochen, AuszeichnungChartplatzierungen (Jahr, Titel, Album, Platzierungen, Wochen, Auszeichnungen, Anmerkungen) | Höchstplatzierung, Gesamtwochen, AuszeichnungChartplatzierungen (Jahr, Titel, Album, Platzierungen, Wochen, Auszeichnungen, Anmerkungen) | Höchstplatzierung, Gesamtwochen, AuszeichnungChartplatzierungen (Jahr, Titel, Album, Platzierungen, Wochen, Auszeichnungen, Anmerkungen) | Anmerkungen                          |
| Jahr | Titel Album              | DE | CH | UK | US | Anmerkungen                          |
| ---- | ------------------------ | --- | --- | --- | --- | ------------------------------------ |
| 1995 | I Wish                   | DE14 (19 Wo.)DE | CH10 (17 Wo.)CH | UK15 Gold · (8 Wo.)UK | US13 Gold · (27 Wo.)US | Erstveröffentlichung: 27. März 1995  |
| 1995 | Top of the Stairs I Wish | — | — | UK38 (2 Wo.)UK | — | Erstveröffentlichung: 10. Juni 1995  |
| 1995 | Holdin’ On I Wish        | DE75 (10 Wo.)DE | — | — | — | Erstveröffentlichung: September 1995 |

Weitere Singles
- 1996: Superman
- 2000: I Can't Stop
- 2001: At The Mall
- 2001: Bounce Back
- 2011: Burnin' Up
- 2013: Vibe Is Right
- 2015: Raw

## Auszeichnungen für Musikverkäufe
| Goldene Schallplatte - Norwegen - 1996: für die Single I Wish |

Anmerkung: Auszeichnungen in Ländern aus den Charttabellen bzw. Chartboxen sind in ebendiesen zu finden.
| Land/RegionAuszeichnungen für Musikverkäufe (Land/Region, Auszeichnungen, Verkäufe, Quellen) | Gold     | Platin | Verkäufe  | Quellen   |
| -------------------------------------------------------------------------------------------- | -------- | ------ | --------- | --------- |
| Norwegen (IFPI)                                                                              | Gold1    | —      | 10.000    | ifpi.no   |
| Vereinigte Staaten (RIAA)                                                                    | 2× Gold2 | —      | 1.000.000 | riaa.com  |
| Vereinigtes Königreich (BPI)                                                                 | Gold1    | —      | 400.000   | bpi.co.uk |
| Insgesamt                                                                                    | 4× Gold4 | —      |           |           |